# Länsväg U 834
Länsväg 834 eller egentligen Länsväg U 834 är en övrig länsväg i Sala kommun i Västmanlands län som går mellan Hedåsen och Vivastbo i Möklinta distrikt (Möklinta socken). Den är åtta kilometer lång och passerar bland annat genom byarna Skräddarbo och Gammelby.
Vägen är till större delen belagd med grus, detta med undantag för en kortare sträcka vid Hedåsen som är asfalterad.
Hastighetsgränsen är 70 kilometer per timme.
På sträckan från 1700 meter nordöst om Länsväg U 835 och fram till 2 000 meter sydväst om Länsväg U 849 är för fordon tillåten bruttovikt högst tolv ton.
Vägen ansluter till:
- Länsväg U 830 (vid Hedåsen)
- Länsväg U 835 (vid Gammelby)
- Länsväg U 849 (vid Vivastbo)